# Hank Rosenstein
Henry "Hank" Rosenstein (Brooklyn, Nueva York, 16 de junio de 1920-Boca Raton, Florida, 27 de febrero de 2010) fue un jugador de baloncesto estadounidense que disputó una temporada en la BAA, jugando el resto de su carrera en la ABL. Con 1,93 metros de estatura, jugaba en la posición de alero.

## Trayectoria deportiva

### Universidad
Jugó durante su etapa universitaria con los CCNY Beavers del City College of New York.

### Profesional
Fichó en 1946 por los New York Knicks de la BAA, logrando la primera victoria en la historia de la liga ante los Toronto Huskies, junto con sus compañeros Sonny Hertzberg, Stan Stutz, Leo Gottlieb, Ralph Kaplowitz, Jake Weber y Ossie Schectman, autor de la primera canasta del campeonato. Rosenstein anotó cinco puntos en aquel histórico partido. Jugó 31 partidos con los Knicks, en los que promedió 4,3 puntos, hasta que en el mes de enero fue traspasado a los Providence Steamrollers, donde acabó la temporada promediando 8,6 puntos por partido.
Al año siguiente fichó por los Scranton Miners de la ABL, donde disputó cinco temporadas, logrando el campeonato en 1950 y 1951, siendo ese último año el mejor anotador de su equipo, promediando 11,7 puntos por partido. Acabó su carrera deportiva en 1953, jugando una temporada con los Elmira Colonels, con los que promedió 7,6 puntos por partido.

#### Estadísticas en la BAA

##### Temporada regular
| Temporada | Edad | Equipo                  | Liga | P  | TIT | MIN | TC  | TCA | %TC  | 3P | 3PA | %3P | TL  | TLA | %TL  | R.OF. | R.DEF. | REB | ASIS | ROB | TAP | PER | FP  | PTS |
| 1946-47   | 26   | TOTAL                   | BAA  | 60 |     |     | 2.0 | 6.5 | .305 |    |     |     | 2.4 | 3.8 | .640 |       |        |     | 0.6  |     |     |     | 2.9 | 6.4 |
| 1946-47   | 26   | New York Knicks         | BAA  | 31 |     |     | 1.2 | 4.7 | .262 |    |     |     | 1.8 | 3.1 | .600 |       |        |     | 0.6  |     |     |     | 2.3 | 4.3 |
| 1946-47   | 26   | Providence Steamrollers | BAA  | 29 |     |     | 2.8 | 8.4 | .331 |    |     |     | 3.0 | 4.5 | .669 |       |        |     | 0.6  |     |     |     | 3.5 | 8.6 |
| Total     |      |                         | BAA  | 60 |     |     | 2.0 | 6.5 | .305 |    |     |     | 2.4 | 3.8 | .640 |       |        |     | 0.6  |     |     |     | 2.9 | 6.4 |